# Copa Colsanitas 2005
Il Copa Colsanitas 2005, noto anche come Copa Colsanitas Seguros Bolivar 2005 per motivi di sponsorizzazione, è stato un torneo di tennis giocato sulla terra rossa. È stata l'8ª edizione del Copa Colsanitas, che fa parte della categoria Tier III nell'ambito del WTA Tour 2005. Si è giocato al Club Campestre El Rancho di Bogotà in Colombia, dal 14 al 20 febbraio 2005.

## Campionesse

### Singolare
Flavia Pennetta ha battuto in finale  Lourdes Domínguez Lino con il punteggio di 7–6(4), 6–4

### Doppio
Emmanuelle Gagliardi /  Tina Pisnik hanno battuto in finale  Ľubomíra Kurhajcová /  Barbora Záhlavová-Strýcová con il punteggio di 6–4, 6–3